# Grad Damen (voetballer)
Grad Damen (Breda, 14 augustus 1997) is een Nederlands voetballer die bij voorkeur als middenvelder speelt. Hij staat onder contract bij Kozakken Boys. Damen is een achterneef van zanger Grad Damen en kleinzoon van Gerrie Damen, oud-speler van NAC.

## Carrière
Damen werd in 2006 opgenomen in de jeugdopleiding van NAC Breda, dat hem overnam van Sint Anna Boys. Hij werd in de voorbereiding van het seizoen 2015/16 bij de selectie van het eerste elftal gehaald. Damen maakte op 23 oktober 2015 zijn debuut in het betaald voetbal, tegen Sparta Rotterdam (4−0 winst). Hij kwam die dag vijf minuten voor tijd het veld in als vervanger van Ronnie Stam. Het bleef echter voornamelijk bij invalbeurten. In het seizoen 2017/18 speelde hij op huurbasis voor Helmond Sport, waar hij tot 24 wedstrijden kwam.
In de winterstop van het seizoen 2019/2020 ging Damen op amateurbasis aan de slag bij TOP Oss. Hij wist de technische staf te overtuigen en tekende een half jaar later een profcontract voor twee seizoenen. Hij miste bijna het gehele seizoen 2020/21 als gevolg van een blessure. In augustus 2021 maakte hij uiteindelijk zijn rentree in de seizoensopener tegen SBV Excelsior.
Medio 2022 werd zijn aflopende contract bij TOP Oss niet verlengt. Op de laatste dag van de zomerse transferperiode sloot hij vervolgens aan bij amateurclub ASWH. Begin 2023 trok de middenvelder naar Australië om bij Dandenong Thunder te gaan voetballen. Hier kende hij een goed seizoen en maakte hij dertien treffers in zesentwintig wedstrijden. In september 2023 keerde Damen terug bij TOP Oss. Na één seizoen keerde hij weer terug naar het amateurvoetbal, ditmaal bij Kozakken Boys.

## Clubstatistieken
| Seizoen        | Club            | Competitie     | Competitie | Competitie | Beker | Beker | Overig | Overig | Totaal | Totaal |
| Seizoen        | Club            | Competitie     | Wed.       | Dlp.       | Wed.  | Dlp.  | Wed.   | Dlp.   | Wed.   | Dlp.   |
| -------------- | --------------- | -------------- | ---------- | ---------- | ----- | ----- | ------ | ------ | ------ | ------ |
| 2015/16        | NAC Breda       | Eerste divisie | 6          | 1          | 0     | 0     | 0      | 0      | 6      | 1      |
| 2016/17        | NAC Breda       | Eerste divisie | 13         | 0          | 0     | 0     | 2      | 0      | 15     | 0      |
| 2017/18        | → Helmond Sport | Eerste divisie | 24         | 1          | 0     | 0     | 0      | 0      | 24     | 1      |
| 2018/19        | NAC Breda       | Eredivisie     | 4          | 0          | 0     | 0     | 0      | 0      | 4      | 0      |
| 2019/20        | TOP Oss         | Eerste divisie | 7          | 0          | 1     | 0     | 0      | 0      | 8      | 0      |
| Carrièretotaal | Carrièretotaal  | Carrièretotaal | 54         | 2          | 1     | 0     | 2      | 0      | 57     | 2      |

Bijgewerkt op 16 juni 2020